# 30302 Kritilall
30302 Kritilall è un asteroide della fascia principale. Scoperto nel 2000, presenta un'orbita caratterizzata da un semiasse maggiore pari a 2,4361791 UA e da un'eccentricità di 0,0420442, inclinata di 4,03085° rispetto all'eclittica.